# محمود بن محمد الخوارزمي
محمود بن محمد بن العباس بن أرسلان أبو محمد العباسي مظهر الدين الخوارزمي، ولد بخوارزم في الخامس عشر من رمضان سنة 492 هـ، توفي سنة 568 هـ.

## نبذة عنه
صاحب الكافي في الفقه، من أهل خوارزم، كان إماما في الفقه والتصوف فقيها محدثا مؤرخا له تاريخ خوارزم قال شيخنا الذهبي وقفت على الجزء الأول منه.
ولد بخوارزم في خامس عشر شهر رمضان سنة اثنتين وتسعين وأربعمائة
سمع أباه وجده العباس بن أرسلان وإسماعيل بن أحمد البيهقي بخوارزم ومحمد بن عبد الله الحفصوي بمرو وأحمد بن عبد الواحد الفارسي بسمرقند ومحمد بن علي المطهري ببخارى وابن الطلاية ببغداد وتفقه على الحسن بن مسعود البغوي ودخل بغداد ووعظ بها بالنظامية وحدث
سمع منه يوسف بن مقلد وأحمد بن طاروق
قال ابن السمعاني كان فقيها عارفا بالمتفق والمختلف صوفيا حسن الظاهر والباطن قال أيضا وطلب الحديث بنفسه وعلق منه طرفا صالحا
قال وبيته بيت العلم والصلاح قال وأقام بخوارزم يفيد الناس وينشر العلم
وقال تاج الدين أبي نصر السبكي ووقفت على المجلد الأول من تاريخه وهو الذي وقف عليه شيخنا الذهبي وهو من قسمة ثمانية أجزاء ضخمة وفيه دلالة على أن الرجل كان متبحرا في صناعة الحديث يطلق عليه الحافظ المطلق ولا حرج وقد أكثر فيه من الأسانيد والفوائد والكلام على الحديث وابتدأ بعد ما ذكر أخبار خوارزم وهي التي وسمها في كتابه منصورة بالمحمدين وذكر في خطبته أن الحاكم أبا عبد الله سماها بهذا الاسم بحديث موضوع ورد فيها ساقه بإسناد في المجلد الأول جمع المحمدين وأكثر فيه الحديث عن زاهر بن طاهر بالإجازة وإذا ذكر أبا سعد بن السمعاني أو شهردار بن شيرويه قال أخبرنا وكثيرا ما يروي عن أبي سعد بالإجازة

## وفاته
توفي في شهر رمضان سنة ثمان وستين وخمسمائة. وله بخوارزم عقب علماء محدثون.

## انظر ايضًا
- علم الحديث
- فقه اسلامي